# Якушева Валерія Олегівна
Валерія Олегівна Якушева (26 червня 2002, Вінниця) — українська волейблістка, догравальний нападник. Учасниця молодіжного чемпіонату Європи 2022 року. Найкраща волейболістка України 2024 року.

## Із біографії
Донька тренера Юлії Якушевої. У 2018 році виступала на юнацькій першості континенту серед дівчат до 17 років у Болгарії (5 матчів, 1 набране очко). Основний бомбардир молодіжної збірної на чемпіонаті Європи 2022 року в Італії. У матчах проти команд з Італії, Сербії і Австрії набрала 53 очка в 11 зіграних сетах. 
Капітан вінницького клубу «Добродій-Медуніверситет» і молодіжної збірної України (U-21). Найрезультативніша волейболістка української суперліги в сезонах 2021/22, 2022/23, 2023/24 і 2024/25. Срібна медалістка першості України 2023 року. 

## Статистика
| Сезон   | Команда                        | Ліга      | Чемпіонат | Чемпіонат | Чемпіонат | Чемпіонат | Кубок | Кубок | Кубок | Кубок | Примітки |
| Сезон   | Команда                        | Ліга      | Ігри      | Сети      | Очки      | Ср.       | Ігри  | Сети  | Очки  | Ср.   | Примітки |
| ------- | ------------------------------ | --------- | --------- | --------- | --------- | --------- | ----- | ----- | ----- | ----- | -------- |
| 2018/19 | «Білозгар-Медуніверситет»      | Суперліга | 34        | 121       | 301       | 2,49      | 3     | 13    | 39    | 3,00  |          |
| 2019/20 | «Білозгар-Медуніверситет»      | Суперліга | 28        | 100       | 441       | 4,41      | 6     | 21    | 70    | 3,33  |          |
| 2020/21 | «Білозгар-Медуніверситет»      | Вища      | 20        | 71        | 481       | 6,77      | 8     | 29    | 121   | 4,17  |          |
| 2021/22 | «Добродій-Медуніверситет-ШВСМ» | Суперліга | 18        | 68        | 416       | 6,12      | 2     | 4     | 20    | 5,00  |          |
| 2022/23 | «Добродій-Медуніверситет-ШВСМ» | Суперліга | 23        | 80        | 444       | 5,55      | 2     | 7     | 59    | 8,43  |          |
| 2023/24 | «Добродій-Медуніверситет-ШВСМ» | Суперліга | 21        | 73        | 468       | 6,41      | 1     | 3     | 24    | 8     |          |
| 2024/25 | «Добродій-Медуніверситет-ШВСМ» | Суперліга |           | 78        | 577       | 7,4       | 4     | 12    | 77    | 6,42  |          |
| Всього  | Всього                         | Всього    | 144       | 513       | 2551      | 4,97      | 26    | 89    | 410   | 4,61  |          |

- Ср. — середній показник результативності за один сет.